# La tercera palabra (obra de teatro)
La tercera palabra es una obra de teatro en tres actos de Alejandro Casona, estrenada en Odeón de Buenos Aires el 29 de mayo de 1953.

## Argumento
Pablo es un hombre de 24 años con una herencia de mucho dinero. Su madre murió y él vivió en el monte lejos de la sociedad, con su 
padre, un hombre desilusionado del mundo. Finalmente su padre muere también,y Pablo queda viviendo con sus tías que se proponen darle una buena educación; sin embargo, aunque intenten con varios profesores, fracasan. Es así que llega Marga a ser su tutora. Ella luego se hace muy amiga de él, a medida que Pablo aprende entre otras cosas, a leer y escribir. Durante su tutoría, ella se da cuenta de que Roldán (tío de Pablo por parte de su madre) le quitaba parte de su herencia a Pablo. Julio, un primo suyo, llega a la casa y chantajea a Marga con revelarle a Pablo de la relación que tenían durante la universidad. Luego, en el cumpleaños número 25 de Pablo, parte de la familia de los Roldán, invitados en la fiesta, tratan de humillar a Pablo durante la cena tratándolo como bestia, a lo que él responde violentamente. Luego, termina sacando a todos de la casa. En el arranque tiene una discusión con Marga, y ella le revela que está embarazada de él. Ella se desmaya, Pablo desespera y pide ayuda a Dios. Pablo siempre había dicho que las dos palabras que hacían temblar al hombre eran «Dios» y «muerte». Finalmente, Marga recobra la conciencia y le revela a Pablo la tercera palabra que hace temblar al hombre: «amor». El título de la obra, «La Tercera Palabra», se debe a que Marga le había dicho a Pablo que había una tercera palabra que hacía temblar al hombre, pero esa, era mejor decirla en silencio. Para revelársele al final, Marga besa a Pablo. Y luego hacen galletas junto con sus tías. 
Finalmente el hijo comienza a crecer y se mudan a la ciudad de Marga para que tenga una vida como la de ella,solo que está vez sería junto a Pablo.

## Representaciones destacadas
- Teatro (Estreno, 1952). Intérpretes: Carlos Cores, Elina Colomer, Mario Lozano, Felisa Mary, Blanca Tapia.
- Cine (La tercera palabra, México, 1955). Dirección: Julián Soler. Intérpretes: Pedro Infante (Pablo), Marga López (Marga), Sara García.
- Teatro (Estreno en España, Teatro Marquina de Madrid, 20 de octubre de 1964). Dirección: Cayetano Luca de Tena. Intérpretes: Alberto Closas (Pablo), Gemma Cuervo (Marga), Julia Caba Alba, María Luisa Ponte, Félix Dafauce. 
  - La obra se mantuvo 4 años en cartel, superando las 1700 representaciones. Hubo cambios en el elenco, con la incorporación de Arturo Fernández (1966) y Carlos Larrañaga como Pablo, desde mayo de 1966, de Julia Martínez (1966) y María Luisa Merlo (1967), como Marga y de Isabel Pallarés, María Francés y María Fernanda Ladrón de Guevara.
- Televisión (Estudio 1, TVE, 1978). Intérpretes: Carlos Larrañaga, María Luisa Merlo, Cándida Losada, Aurora Redondo, Conchita Goyanes, Joaquín Pamplona.
- Teatro (Madrid, 1992). Intérpretes: Pedro Mari Sánchez, Sonsoles Benedicto, Mayrata O'Wisiedo, Flora María Álvaro, Antonio Ir.